# پیلگریمستاد
پیلگریمستاد (به سوئدی: Pilgrimstad) یک منطقهٔ مسکونی در سوئد است که در بخش برککه واقع شده‌است. پیلگریمستاد ۰٫۶۳ کیلومتر مربع مساحت و ۳۸۶ نفر جمعیت دارد.